# Eugowra (ort i Australien)
Eugowra är en ort i Australien. Den ligger i kommunen Cabonne och delstaten New South Wales, i den sydöstra delen av landet, omkring 270 kilometer väster om delstatshuvudstaden Sydney.
Runt Eugowra är det mycket glesbefolkat, med 2 invånare per kvadratkilometer.. Eugowra är det största samhället i trakten. 
Trakten runt Eugowra består till största delen av jordbruksmark. Genomsnittlig årsnederbörd är 709 millimeter. Den regnigaste månaden är februari, med i genomsnitt 137 mm nederbörd, och den torraste är november, med 20 mm nederbörd.